# ادوارد آودیسیان
ادوارد آودیسیان (انگلیسی: Edward Avedisian; ‏۱۵ ژوئن ۱۹۳۶ – ۱۷ اوت ۲۰۰۷) یک نقاش ارمنی‌تبار اهل ایالات متحده آمریکا بود. وی در سبک انتزاعی فعالیت می‌کرد. آودیسیان در مدرسه موزه هنرهای زیبای بوستون تحصیل نمود.
وی همچنین برندهٔ جوایزی همچون کمک‌هزینه گوگنهایم شده است.